# Laia Manzanares i Tomàs
Laia Manzanares i Tomàs (Barcelona, 30 de març de 1994) és una actriu de teatre, cinema i sèries de televisió catalana.
Nascuda a Barcelona, estudià el batxillerat a l'Institut XXV Olimpíada, situat ben a prop del CaixaFòrum, per posteriorment formar-se al Col·legi de Teatre de Barcelona. En el món del teatre, feu els primers passos com a actriu actuant en obres com Malnascuts, Esquerdes, Odisseus i, l'especialment reconeguda, Temps salvatge.
Es feu especialment coneguda pel seu paper a la sèrie de televisió Merlí, on interpretà a Oksana Casanoves. També participà en un sol episodi de sèries com Cites, Matar al padre i El dia de mañana, així com íntegrament al telefilm Vilafranca, dirigit per Lluís Maria Güell. Pel que fa al cinema, s'inicià amb curtmetratges, concretament l'any 2016 amb Waste, per continuar l'any següent amb Sol creixent, que fou candidata a ser nominada als Premis Gaudí de 2018. L'any 2018 participà en el repartiment de Proyecto tiempo, un llargmetratge dirigit per Isabel Coixet, promogut per Gas Natural Fenosa en el marc de la campanya d'estalvi i eficiència energètica Cinergía, que fou presentat al Festival de Màlaga d'aquell mateix any.

## Obres seleccionades

### Cinema
| Any  | Títol              | Personatge     | Direcció                    | Notes                               |
| ---- | ------------------ | -------------- | --------------------------- | ----------------------------------- |
| 2016 | Waste              |                | Alejo Levis i Laura Sisteró | curtmetratge                        |
| 2017 | Sol creixent       | Laia           | Guillem Manzanares          | curtmetratge                        |
| 2018 | Proyecto tiempo    | Eva            | Isabel Coixet               | llargmetratge de Gas Natural Fenosa |
| 2018 | El vent és això    |                | 3 directors i 3 directores  |                                     |
| 2019 | L'enigma Verdaguer |                | Lluís Maria Güell           | telefilm                            |
| 2021 | Alegría            | Yael           | Violeta Salama              | pel·lícula                          |
| 2021 | La Desconocida     | La Desconocida | Pablo Maqueda               | pel·lícula                          |
| 2021 | Quest              | Carme          | Antonina Obrador            | pel·lícula                          |
| 2025 | Lo que queda de ti |                | Gala Gracia                 | [ 11 ]                              |

### Televisió
| Any       | Títol              | Personatge       | Notes                                  |
| --------- | ------------------ | ---------------- | -------------------------------------- |
| 2016      | Cites              | Laia Farràs      | 1 episodi («Pere-Maria i Elena-Berto») |
| 2016-2018 | Merlí              | Oksana Casanoves | 27 episodis, 2 temporades              |
| 2018      | Matar al padre     | Ruth             | 1 episodi (episodi 1x02)               |
| 2018      | El dia de mañana   |                  | 1 episodi (episodi 1x02)               |
| 2018      | Vilafranca         | Eva              | Telefilm emès a TV3                    |
| 2019-2021 | Estoy vivo         | Carlota          | Sèrie emesa a TVE1                     |
| 2021      | La noche más larga | Sara             | Sèrie per a Netflix                    |
| 2025      | Asuntos internos   | Clara Montesinos | Sèrie emesa a TVE1                     |

### Teatre
| Any       | Títol                                             | Personatge  | Direcció               | Lloc                                           |
| --------- | ------------------------------------------------- | ----------- | ---------------------- | ---------------------------------------------- |
| 2014      | Malnascuts                                        |             | Txiki Blasi            | Sala Beckett                                   |
| 2014      | Esquerdes                                         |             | Txiki Blasi            | Nau Ivanow                                     |
| 2016-2017 | Odisseus                                          |             | Quimet Pla i Oriol Pla | Sala Beckett                                   |
| 2018      | Temps salvatge                                    | Ivana       | Josep Maria Miró       | Teatre Nacional de Catalunya (Sala gran)       |
| 2019      | Amanda T                                          | Amanda Todd | Àlex Mañas             | Teatre Nacional de Catalunya (Sala gran)       |
| 2019      | Tres sombreros de copa                            | Paula       | Natalia Menéndez       | Centre Dramàtic Nacional/Teatre María Guerrero |
| 2020      | Talaré a los hombres de sobre la faz de La Tierra | Maria       | María Velasco          | Sala Cuarta Pared                              |